# Вакарел. Антропогеографски проучвания
„Вакарел. Антропогеографски проучвания“ е най-значимият научен труд на българския географ и етнограф Гунчо Гунчев. Публикуван е в Годишник на Софийския университет през 1933 г.
Започва работа върху него веднага след завръщането си от Германия в края на 1929 г. Първоначално като „всестранно антропогеографско проучване на двайсетте Вакарелски махали“. Този научен труд е неговата докторска дисертация. Подготовката за осъществяване на научния труд започва по време на специализацията на Гунчо Гунчев в Германия. Запознава се с богатата научна литература в берлинските библиотеки. Същевременно си води бележки и справки за това какво трябва да се засегне в научния труд. Има историко-етнографски характер. Състои се от антропогеографска част и физикогеографски преглед. Проучени са 20-те махали на Вакарел, разположени във Вакарелска планина. Проследява се възникването и развитието на пръснатия тип селища, начина на заселване и миграциите на населението. Представено е и стопанското развитие на Вакарел и е обърнато внимание на икономическото значение на Диагоналния път.
| „                                                               | Единъ погледъ възъ физикогеографската карта на Балканския полуостровъ може да ни убеди, че най-късиятъ, а същевременно съ най-малко природни пречки пътъ, който съединява Средна Европа съ Цариградъ, неизбежно трябва да пренине презъ Софийското поле. Ако тези две основни условия при съобщенията: най-късо разстояние и най-малко природни пречки за преодоляване вземемъ като мярка, с която измѣрим всички стари и нови, по-прѣки или по-обиколни пътища, които съединяватъ Софийско поле съ Маричината низина, ще се убедимъ, че най-подходящъ и отговарящъ на тия условия се явява пътѣтъ презъ Вакарелската седловина. | “ |
| Гунчо Гунчев. „Вакарелъ. Антропогеографски проучвания“, 1933 г. | |   |

Установява наличието на две денудационни заравнености – по-висока, между 950 и 1050 m и по-ниска и по-млада, между 700 и 900 m. Отличава Левантийската (Понтийската) седиментационна плоскост и кватернерни денудационни и седиментационни плоскости. Най-ниско в долината установено наличието на четири речни тераси – I на 1 до 3 m, II на 5 до 8 m, III на 12 до 16 m, IV на 30 до 35 m. Научният труд има ценен принос за сложния и важен въпрос за речните тераси в българските земи.

## Галерия
- Резюме на „Вакарел. Антропогеографски проучвания“, съставено от Любомир Динев